# Edgar Leutenegger
Edgar Leutenegger (geboren am 2. Mai 1930; gestorben am 30. November 2017) war ein Schweizer Handballtrainer, der von 1967 bis 1969 die Schweizer Hallenhandballnationalmannschaft betreute.

## Biografie
Mindestens ab 1961 war Leutenegger Vereinsvertreter des HC Rieter gegenüber dem Schweizer Handballverband. In der Saison 1965/66 war er Trainer von Pfadi Winterthur. Während mehrerer Jahre trainierte er den HC Rieter Winterthur, mit dem er auf dem Kleinfeld bis in die Nationalliga B aufstieg und in der Saison 1970 an den Aufstiegsspielen für die NLA scheiterte. 1971 gab Leutenegger seinen Rücktritt als Trainer der 1. Mannschaft und wollte sich fortan auf die Juniorenausbildung fokussieren.
Im Frühjahr 1967 wurde Leutenegger die Leitung über die Schweizer Juniorennationalmannschaft für das Weltjugendturnier in Holland übertragen. Im Sommer des gleichen Jahres übernahm er die Hallenhandballnationalmannschaft, die er während fast zweier Jahre bis in den Frühling 1969 betreute.